# Conmemoración de los 100 años de balonmano en Alemania
La Conmemoración de los 100 años de balonmano de Alemania es una serie de dos partidos amistosos que disputaron la Selección de balonmano de Alemania y la Selección de balonmano de España en las ciudades de Magdeburgo y Berlín los días 28 y 29 de octubre de 2017 para celebrar la llegada del balonmano al país germánico hace 100 años.
Estos encuentros sirvieron como preparación para el Campeonato Europeo de Balonmano Masculino de 2018.

## Primer partido
El primer partido se disputó en la ciudad de Magdeburgo el 28 de octubre de 2017. El resultado del encuentro fue una victoria de la Selección de balonmano de España por 26-24.

### Jugadores que lo disputaron
| España - Gonzalo Pérez de Vargas - Rodrigo Corrales - David Balaguer (5 goles) - Eduardo Gurbindo (2 goles) - Raúl Entrerrios (3 goles) - Arnau García - Valero Rivera (1 gol) - Gedeón Guardiola (1 gol) - Aleix Gómez (1 gol) - Alex Dujshebaev (5 goles) - Álvaro Ruíz Sánchez (1 gol) - Iosu Goñi (1 gol) - Daniel Dujshebaev (2 goles) - Ángel Fernández (1 gol) - Adrià Figueras (3 goles) - Viran Morros | Alemania - Andreas Wolff - Patrick Groetzki - Steffen Weinhold (1 gol) - Hendrik Pekeler (2 goles) - Finn Lemke - Tim Kneule (1 gol) - Uwe Gensheimer (4 goles) - Tim Hornke - Kai Häfner (2 goles) - Fabian Wiede - Paul Drux (1 gol) - Steffen Fäth (3 goles) - Julius Kühn (5 goles) - Philipp Weber (2 goles) - Yves Kunkel (1 gol) - Jannik Kohlbacher (2 goles) |

## Segundo partido
En el segundo partido, la Selección de balonmano de Alemania se resarció y venció a la Selección de balonmano de España por 28-24 en el partido que se disputó en Berlín el 29 de octubre de 2017.

### Jugadores que lo disputaron
| España - Gonzalo Pérez de Vargas - Rodrigo Corrales - Sergey Hernández - David Balaguer (6 goles) - Eduardo Gurbindo (2 goles) - Raúl Entrerrios - Arnau García (2 goles) - Valero Rivera (4 goles) - Gedeón Guardiola - Aleix Gómez - Alex Dujshebaev (4 goles) - Álvaro Ruíz Sánchez (1 gol) - Iosu Goñi (3 goles) - Daniel Dujshebaev (1 gol) - Ángel Fernández - Adrià Figueras (1 gol) - Viran Morros - Diego Piñeiro | Alemania - Silvio Heinevetter - Andreas Wolff - Patrick Groetzki (1 gol) - Steffen Weinhold - Hendrik Pekeler (4 goles) - Finn Lemke - Tim Kneule (2 goles) - Uwe Gensheimer (8 goles) - Tim Hornke - Kai Häfner (2 goles) - Fabian Wiede (2 goles) - Paul Drux (1 gol) - Steffen Fäth (1 gol) - Julius Kühn - Philipp Weber (3 goles) - Yves Kunkel (2 goles) - Jannik Kohlbacher (2 goles) |